# Regeneron ISEF
Regeneron International Science and Engineering Fair (Regeneron ISEF, у перекладі з англ. «міжнародний фестиваль науки та інженерії») — всесвітній конкурс наукових та інженерних досягнень школярів, який щорічно проходить у США та координується авторитетною некомерційною організацією Society for Science and the Public.
ISEF — єдиний у своєму роді міжнародний захід для підлітків від 13 років до 18 років. Всесвітній Конкурс ставить за мету не лише виявлення й підтримку талановитих молодих учених, а й розвиток досліджень в області прикладних і фундаментальних наук, а також технічної творчості. Престиж цього конкурсу дуже високий: понад два десятки Нобелівських лауреатів і два лауреати медалі Філдса свого часу були його переможцями. Понад 20 років, з 1997 до 2019-го року, конкурс мав назву Intel ISEF, оскільки титульним спонсором була корпорація Intel. Однак у 2020 році новим спонсором стала компанія Regeneron, відповідно змінилась і назва.

## Історія конкурсу
У 1921 році відомий журналіст й видавець Едвард Скріппс та каліфорнійський зоолог Вільям Ріттер заснували організацію Science Service з метою інформування громадськості про наукові досягнення. У 1922 році вони заснували бюлетень Science News-Letter, який у 1926 році виріс до журналу та швидко став головним джерелом наукових новин для бібліотек, шкіл та приватних осіб. У 1942 році Science Service розпочала перший зі своїх престижних освітніх конкурсів — Science Talent Search (пошук талановитих науковців), а у 1949 році було засновано конкурс ISEF. У 2008 році організація Science Service змінила назву на Society for Science & the Public (Товариство науки та громадськості), що краще відбиває місію захищати науку в інтересах суспільства.

## Всесвітній фінал
Всесвітній фінал конкурсу проходить щороку у травні в одному з міст США. А вперше він відбувся 1950 року у м. Філадельфія (Пенсільванія).
Під час фіналу проєкти оцінюють понад 1200 членів міжнародного журі, які визначають переможців у 15 категоріях. Судді конкурсу є визнаними фахівцями у різноманітних галузях науки та техніки, мають науковий ступінь або визнані високі компетенції та не менше шести років професійного досвіду. Окрім офіційного журі проєкти оцінюють також представники провідних компаній-спонсорів, урядових та неурядових організацій США та інших країн, які надають спеціальні нагороди. Особлива увага приділяється не лише проєктам, спрямованим на розв'язання найнагальніших глобальних проблем сучасності, але й тим дослідженням, які підвищують рівень повсякденного життя людини.
В останні роки конкурс щорічно відвідують понад 10 000 осіб, серед яких школярі-фіналісти, члени делегацій, освітяни, члени журі, організатори (включно з членами місцевого організаційного комітету), представники ЗМІ, місцеві школярі та батьки. Протягом всесвітнього фіналу школярі та дорослі мають можливість взяти участь у культурній програмі, відвідати семінари з питань інноваційної науково-технічної освіти, розбудови національних конкурсів, навчання за допомогою комп'ютерних технологій.
Фіналісти ISEF відбираються щорічно по всьому світу за результатами понад 550 афілійованих конкурсів (регіональних або національних етапів), у яких беруть участь близько 65 тисяч учнів, і кількість таких конкурсів і їх учасників щороку зростає. Загалом же кількість залучених до цього науково-освітнього процесу учасників, від місцевого до національного рівня, становить зараз декілька мільйонів осіб з усіх частин світу. Кожен афілійований регіональний або національний конкурс має відповідати науково-технічним та організаційним вимогам ISEF.

## ISEF в Україні
В Україні національний етап конкурсу ISEF проходить з 2004 року, коли офіційного статусу набув перший національний конкурс під назвою «Intel Еко-Україна». Його організатором став Національний еколого-натуралістичний центр учнівської молоді МОН України. В жовтні 2009 року було оголошено про новий національний конкурс із технічних спеціальностей «Intel Техно-Україна» під егідою Академії наук України та НТУУ «КПІ». В рамках конкурсів відбувається Освітня академія по роботі з обдарованою молоддю для наукових керівників школярів.
З 2020 року афілійований конкурс в Україні має назву Еко-Техно Україна.
Учасники конкурсу змагаються в десяти тематичних категоріях: ботаніка, зоологія, біологія, біохімія, хімія, науки про Землю, науки про людину, інженерні та комп'ютерні науки, математика, фізика, астрономія. Переможці в категоріях зустрічаються в суперфіналі, за результатами визначається склад команди, яка представляє Україну на міжнародному фіналі конкурсу у США. За багато років участі в фіналах ISEF у США українські школярі вибороли 18 міжнародних нагород!